# Grand Pays de Colmar
Le grand Pays de Colmar est une organisation  collective fédérant des communes du Haut-Rhin et leurs groupements,  autour de projets communs de développement et d’aménagement. Il fait l'objet de contrats entre l'État et la Région, dont le premier a été signé en 2005. 
Le Pays regroupe 97 communes (et 203 985 habitants), dont les
- Communauté d'agglomération de Colmar
- Communauté de communes du pays de Ribeauvillé
- Communauté de communes de la vallée de Kaysersberg
- Communauté de communes du pays du Ried Brun
- Communauté de communes - pays de Rouffach, vignobles et châteaux
- Communauté de communes de la vallée de Munster
- Communauté de communes du pays de Brisach
- Sivom du canton de Wintzenheim